# Оріке
Орі́ке (порт. Ourique; МФА: [o.ˈɾi.kɨ], Орі́ки) — муніципалітет і містечко в Португалії, в окрузі Бежа. Розташований у південно-східній частині країни, на теренах історичної португальської провінції Алентежу. Належить до Безької діоцезії Католицької церкви в Португалії. Права міського самоврядування має з 1290 року. Поділяється на 4 парафії. За адміністративним поділом, чинним до 1976 року, був складовою провінції Нижнє Алентежу. Площа муніципалітету — 663,31 км², населення муніципалітету — 5389 ос. (2011); густота населення — 8,12 осіб/км²
. Патрон — Спаситель. Святковий день муніципалітету — 8 вересня. Поштовий індекс — 7670.  Код місцевої адміністративної одиниці — 0212. Складова статистичного регіону Алентежу. 1139 року поблизу містечка відбулася одна з найвідоміших битв в історії Португалії.

## Географія
Оріке розташоване на півдні Португалії, в центрі округу Бежа.
Містечко розташоване за 50 км на південний захід міста Бежа.
Відстань до Лісабона — 142 км, до Бежі — 51 км.
Оріке межує на півночі з муніципалітетами Сардуал і Алжуштрел, на сході — з муніципалітетами Каштру-Верде й Алмодовар,  на півдні — з муніципалітетом Сілвеш, на заході — з муніципалітетом Одеміра.

## Історія
1139 року поблизу Оріке відбулася битва між португальцями та маврами, одна з найвідоміших битв в історії Португалії.
1290 року португальський король Дініш надав Оріке форал, яким визнав за поселенням статус містечка та муніципальні самоврядні права.

## Населення
| Кількість мешканців | Кількість мешканців | Кількість мешканців | Кількість мешканців | Кількість мешканців | Кількість мешканців | Кількість мешканців | Кількість мешканців | Кількість мешканців | Кількість мешканців | Кількість мешканців | Кількість мешканців | Кількість мешканців | Кількість мешканців | Кількість мешканців | Кількість мешканців |
| ------------------- | ------------------- | ------------------- | ------------------- | ------------------- | ------------------- | ------------------- | ------------------- | ------------------- | ------------------- | ------------------- | ------------------- | ------------------- | ------------------- | ------------------- | ------------------- |
| 1864                | 1878                | 1890                | 1900                | 1911                | 1920                | 1930                | 1940                | 1950                | 1960                | 1970                | 1981                | 1991                | 2001                | 2011                |                     |
| 7 850               | 8 197               | 9 165               | 9 143               | 10 664              | 11 905              | 14 014              | 16 356              | 16 686              | 15 002              | 9 514               | 7 969               | 6 597               | 6 199               | 5 389               |                     |

## Парафії
- Консейсан
- Гарван
- Оріке
- Панойяш
- Санта-Лузія
- Сантана-да-Серра